# Kurt Aland

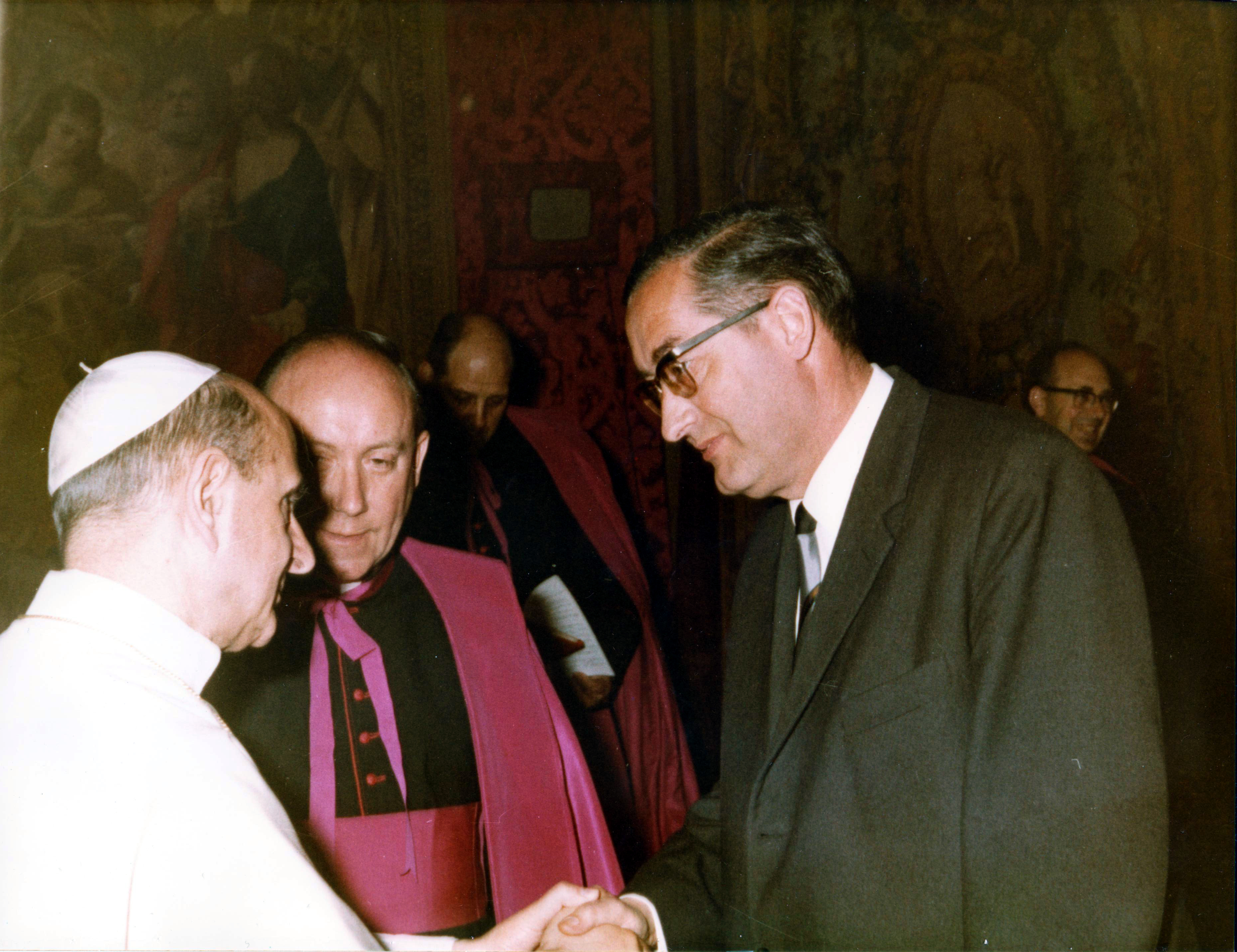
Paul VI reçoit Kurt Aland en audience v. 1970.

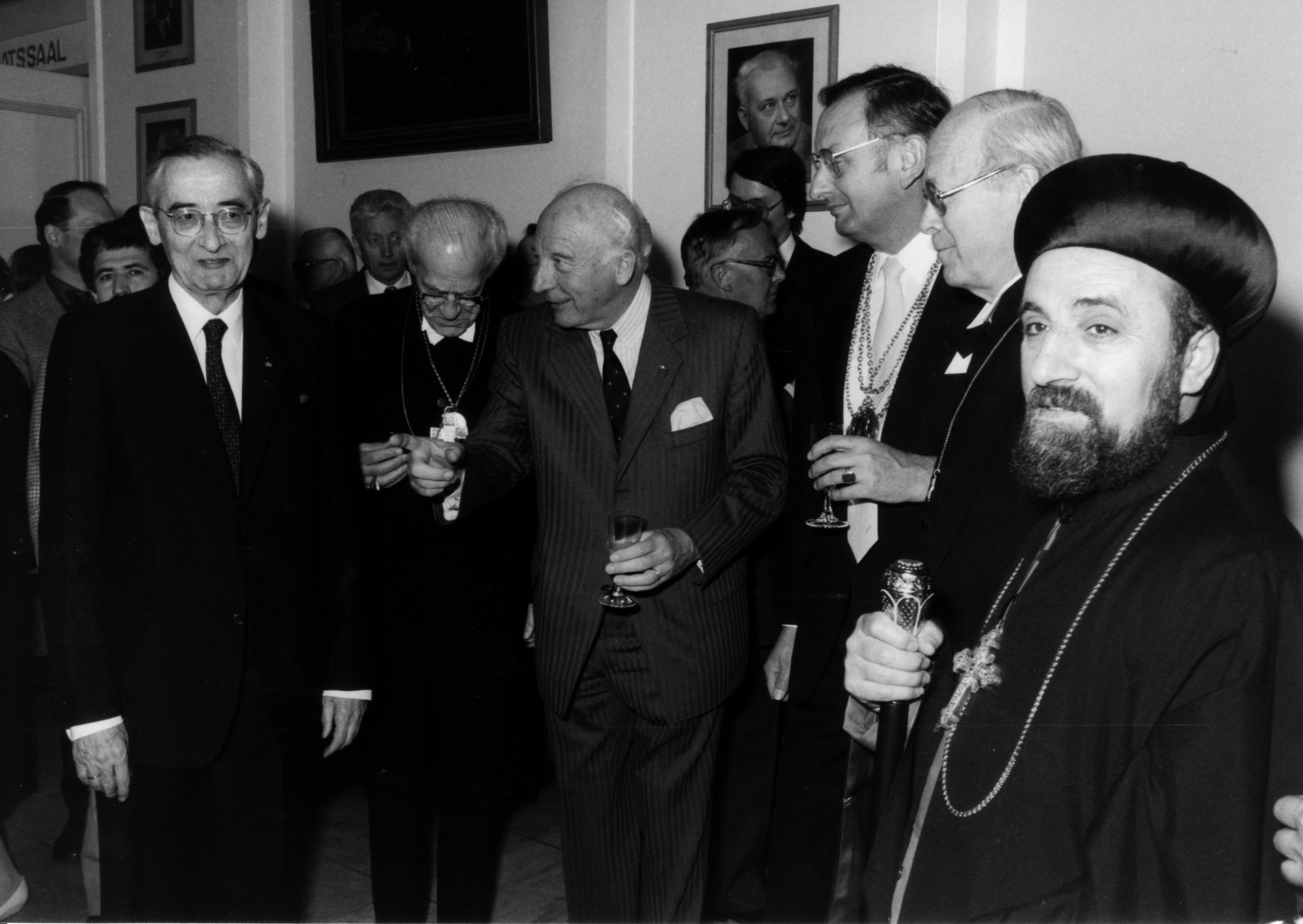
1985 : pour le 70e anniversaire de Kurt Aland, sont réunis, de gauche à droite : Kurt Aland, l'évêque Hermann Kunst, le président Walter Scheel, le recteur Wilfried Schlüter, le théologien Eduard Lohse, l'exarque syriaque Julius Yeshu Cicek.

Kurt Aland, né le 28 mars 1915 à Berlin et mort le 13 avril 1994  à Münster, est un bibliste et théologien protestant allemand, et professeur d'exégèse du Nouveau Testament et d'histoire du christianisme. Il est l'époux de Barbara Aland.

## Biographie
Kurt Aland étudie la théologie protestante à l'université Humboldt de Berlin, à partir de 1933. Il présente son examen de théologie devant le « conseil fraternel » (Bruderrat) de l'Église confessante le 23 mars 1938. Pendant ses études il travaille au journal de l'Église confessante, Junge Kirche (de) (Jeune Église). Dans un article idéologique, Wer fälscht ? (Qui ment ?) écrit contre Mathilde Ludendorff, il confirme la position de l'Église confessante contre le nazisme, à laquelle il s'associe (ses membres seront quelques années plus tard persécutés par le régime nazi). Il passe sa licence en 1939 sous la direction de Hans Lietzmann (en). Il est libéré de ses obligations militaires en 1940, et en 1941, à la mort de Lietzmann, il lui succède comme éditeur de Theologische Literaturzeitung (de), la plus ancienne et la plus prestigieuse revue théologique de langue allemande, publiée dès 1876. En 1944, il est ordonné pasteur à Berlin-Steglitz.
À la fin de la guerre, Kurt Aland est nommé lecteur à la faculté de théologie de l'université Humboldt de Berlin. En 1947 il est nommé professeur titulaire à l'université Martin-Luther de Halle-Wittemberg, en plus de ses fonctions à Berlin.
L'attitude critique de Kurt Aland envers le régime communiste de l'Allemagne de l'Est le conduit à être persécuté par le parti au pouvoir. En 1953, il est accusé de faire de la contrebande de montres avec l'Allemagne de l'Ouest, et condamné à trois mois de prison. À plusieurs reprises, il critique publiquement l'oppression étatique contre la religion, et réclame la liberté d'expression en Allemagne de l'Est. Cependant, en 1958, il perd son emploi à l'université, et en septembre de la même année il parvient à fuir vers Berlin-Ouest.
En 1959, Kurt Aland est nommé professeur à l'université de Münster, en Allemagne de l'Ouest. Il y fonde l'Institut de recherche textuelle sur le Nouveau Testament (Institut für neutestamentliche Textforschung), qu'il dirige jusqu'en 1983. L'Institut acquiert une renommée mondiale avec la poursuite des travaux philologiques d’Eberhard Nestle et d'Erwin Nestle, et la publication du Novum Testamentum Graece.
Aland a trois enfants avec sa première femme, Ingeborg. Dans les années 1970, il épouse Barbara Ehlers en secondes noces.

## Œuvre

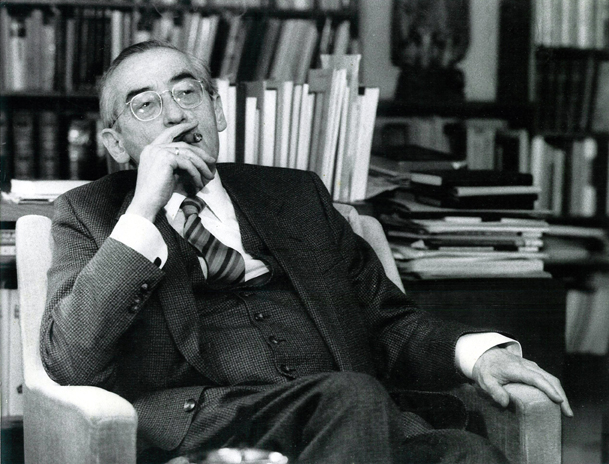
Kurt Aland en 1990.

À une époque de spécialisation de plus en plus marquée du milieu de la recherche universitaire, Kurt Aland peut être vu comme un des derniers académiciens à avoir travaillé de façon exhaustive sur un vaste champ de l'histoire et de la théologie. Dans le domaine de la recherche sur le Nouveau Testament, son travail a ouvert la voie et fait référence dans le monde entier. Il est l'auteur de nombreuses publications.
L'objet principal de son travail est une recherche intense de manuscrits anciens, au cours de voyages qu'il entreprend vers des monastères de Russie et de Grèce, notamment. Il a découvert de nombreux manuscrits du Nouveau Testament, dont l'étude est toujours en cours. Son travail le plus célèbre est la publication en 1979 d'une nouvelle édition du Novum Testamentum Graece, aussi appelée le « Nestle-Aland ». Ce texte sert de base aux travaux universitaires sur le Nouveau Testament, et vise à se rapprocher le plus possible du texte original. La 28e édition de cet ouvrage est parue en décembre 2012.

## Prix et distinctions
Kurt Aland est docteur honoris causa de :
- l'université de Göttingen : docteur en théologie (1950)
- l'université de St Andrews (Écosse) : docteur en théologie (1957)
- le Wartburg College (en), à Waverly (Iowa) : docteur ès lettres (1971)

Il a reçu les distinctions suivantes :
- 1963 : Croix d'or d'Athos du patriarche d'Alexandrie[1]
- 1975 : Médaille Burkitt des études bibliques par la British Academy[1]
- 1976 : Croix fédérale du Mérite (commandeur, puis grand officier en 1983)[2]
- 1985 : Médaille Luther de l'université Martin-Luther de Halle-Wittemberg[3]
- 1985 : Médaille Canstein de la Société biblique d'Allemagne (en)[4]
- 1994 : Prix Saint Paul[5],[6]

Kurt Aland a été membre des académies suivantes :
- depuis 1955 : Académie des sciences de Saxe
- depuis 1969 : British Academy
- depuis 1975 : Académie des sciences de Göttingen
- depuis 1976 : Académie royale néerlandaise des arts et des sciences

## Publications
Livres de théologie
- Spener-Studien. 1943. (Arbeiten zur Geschichte des Pietismus I. Arbeiten zur Kirchengeschichte. Band 28.)
- Kirchengeschichtliche Entwürfe. Alte Kirche – Reformation und Luthertum – Pietismus und Erweckungsbewegung. 1960.
- Die Säuglingstaufe im Neuen Testament und in der alten Kirche. Eine Antwort an Joachim Jeremias. In: TEH. N.F. 86, 1961.
- Über den Glaubenswechsel in der Geschichte des Christentums. 1961.
- Taufe und Kindertaufe. 40 Sätze zur Aussage des Neuen Testaments und dem historischen Befund, zur modernen Debatte darüber und den Folgerungen daraus für die kirchliche Praxis – zugleich eine Auseinandersetzung mit Karl Barths Lehre von der Taufe. 1971.
- Neutestamentliche Entwürfe. 1979. (Theol. Bücherei, NT. 63.)

Les travaux sur la philologie du Nouveau Testament
- Bibel und Bibeltexte bei August Hermann Francke und Johann Albrecht Bengel. In: Pietismus und Bibel. 1970, S. 89–147 (AGP, 9.)
- A Textual Commentary on the Greek New Testament. A Companion Volume to the United Bible Societies Greek New Testament. 3. Auflage. 1971.
- Avec Barbara Aland : Der Text des Neuen Testaments. Einführung in die wissenschaftlichen Ausgaben sowie in Theorie und Praxis der modernen Textkritik. 1982.
- Die Grundurkunde des Glaubens. Ein Bericht über 40 Jahre Arbeit an ihrem Text. In: Bericht der Hermann Kunst- Stiftung zur Förderung der Neutestamentlichen Textforschung für die Jahre 1982 bis 1984. 1985, S. 9–75.
- Das Neue Testament – zuverlässig überliefert. Die Geschichte des neutestamentlichen Textes und die Ergebnisse der modernen Textforschung. 1986. (Wissenswertes zur Bibel. 4.)
- Text und Textwert der griechischen Handschriften des Neuen Testaments. Band I-III. 1987ff. (Arbeiten zur neutestamentlichen Textforschung.)

Travail d'édition
Histoire de l'Église
- Quellen zur Geschichte des Papsttums und des römischen Katholizismus. Band 1: Von den Anfängen bis zum Tridentinum. Reihe II: Die Kirche nach dem 2. Vatikanischen Konzil. Band 1: Die Jahre 1966 und 1967.

La littérature du Nouveau Testament
- Synopsis Quattuor Evangeliorum. Locis parallelis evangeliorum, apocryphorum et patrum adhibitis. Hrsg. Kurt Aland. 1963.
- Vollständige Konkordanz zum griechischen Neuen Testament, unter Zugrundelegung aller modernen kritischen Textausgaben und des textus receptus. In Verbindung mit H. Riesenfeld, H.-U. Rosenbaum, Chr. Hannick, B. Bonsack, neu zusammengestellt unter der Leitung von Kurt Aland. 1975ff.
- Computer-Konkordanz zum Novum Testamentum Graece von Nestle-Aland26 und zum Greek New Testament3. Hrsg. vom Institut für neutestamentliche Textforschung und vom Rechenzentrum der Universität Münster, unter besonderer Mitwirkung von H. Bachmann und W. A. Slaby. 1977.
- Novum Testamentum Graece. Post Eberhard Nestle et Erwin Nestle. Hrsg. K. Aland, M. Black, C. M. Martini, B. M. Metzger, A. Wikgren.
- Luther Deutsch. Studienausgabe in 10 Bänden und 1 Registerband. 4. Auflage. Göttingen 1991,  (ISBN 3-8252-1656-X). Entspricht Kurt Aland (Hrsg.): Martin Luther. Gesammelte Werke. CD-Rom. Direct Media Publishing, Berlin 2003,  (ISBN 3-89853-163-5). Beide Ausgaben in heutigem Deutsch.
- Novum Testamentum Latine. Novam Vulgatam Bibliorum Sacrorum Editionem secuti apparatibus titulisque additis. Bearb. Kurt Aland und Barbara Aland. 1984.
- Griechisch-deutsches Wörterbuch zu den Schriften des Neuen Testaments und der frühchristlichen Literatur von Walter Bauer. 6. Auflage. Institut für Neutestamentliche Textforschung/Münster unter besonderer Mitwirkung von Viktor Reichmann. Hrsg. Kurt Aland und Barbara Aland. 1988.

## Sur Aland
- Hermann Kunst: Kurt Aland: eine Würdigung. In: M. Brecht (Hrsg.): Text – Wort – Glaube. Studien zur Überlieferung Interpretation und Autorisierung biblischer Texte. 1980, S. 1–15.
- Grundlagen der Apologetik. Kurt Aland zum 70. Geburtstag. Konsultation der landeskirchlichen Beauftragten für Weltanschauungsfragen, 1985. (Dokumentations-Edition; 7.)
- P.S.: Das Neue Testament neu geschrieben. Zum Tode des Münsteraner Bibelwissenschaftlers Kurt Aland. In: FAZ vom 16. April 1994, S. 4.
- M. Hengel: Laudatio auf Kurt Aland. In: Hermann-Kunst-Stiftung (Hrsg.): Kurt Aland in memoriam. 1995, S. 17–34.
- E. Mühlenberg: Kurt Aland. In: Gnomon. 68, 1996. S. 92–94.
- Robert Stupperich: Die evangelisch-theologische Fakultät der Universität Münster. In: H. Dollinger (Hrsg.): Die Universität Münster 1780–1980. 1980, S. 241–252, 249 f.